# Evija Āzace
Evija Āzace (Riga, 9 aprile 1976) è un'ex cestista lettone.

## Carriera
Con la Lettonia ha disputato i Campionati europei del 2005.